# برايس لس (حملة إعلانية)
"برايس لس (لا تقدر بثمن)" هي حملة إعلانية أطلقتها شركة ماستركارد في عام 1997 وتستخدم شعار " هناك بعض الأشياء التي لا يمكن شراؤها بالمال؛ ولكل شيء آخر، هناك ماستركارد ". لقد زودت ماستركارد برسالة ثابتة وقابلة للتعرف عليها. 

## تاريخها
تم عرض أول هذه الإعلانات برايس لس خلال بطولة العالم لعام 1997. كان هناك العديد من الإعلانات التلفزيونية والإذاعية والمطبوعة المختلفة.  سجلت ماستركارد علامة برايس لس التجارية.  وكان الممثل بيلي كرودوب هو الصوت في السوق الأمريكية، بينما كان الممثل جاك دافنبورت هو الصوت في المملكة المتحدة. تنبع الفكرة والمفهوم الأصلي للحملة من وكالة الإعلان McCann Erickson (كما تم تسميتها في عام 1997). 
الغرض من الحملة هو وضع ماستركارد كشركة بطاقات ائتمان ودودة تتمتع بروح الدعابة، فضلاً عن الاستجابة لمخاوف الجمهور من أن كل شيء يتم تحويله إلى سلعة وأن الناس أصبحوا ماديين للغاية. 

### دعوى قضائية
عام 1994 أنشأ الأرجنتيني إدغاردو أبستيغويا حملة إعلانية في باراجواي لبطاقة الائتمان Bancard. كان شعارها "هناك أشياء لا يمكن شراؤها بالمال، ولكن لكل شيء آخر، هناك Bancard".  تم رفع دعاوى قضائية بتهمة الانتحال في باراجواي وتشيلي ضد شركة ماستركارد ووكيلها الإعلامي ماكان، الذي سجل إعلانات الشعار "الذي لا يقدر بثمن" في الولايات المتحدة عام 1999 وكان ممثله في باراجواي من قبل وكلاء الدعاية في نافتا وبييدرمان في ذلك الوقت.

### محاكاة ساخرة
تم عمل العديد من المحاكاة الساخرة باستخدام نفس النمط، وخاصة على كوميدي سنترال، على الرغم من أن ماستركارد هددت باتخاذ إجراء قانوني، مدعية أن ماستركارد تنظر إلى مثل هذه المحاكاة الساخرة على أنها انتهاك لحقوقها بموجب قوانين العلامات التجارية والمنافسة غير العادلة الفيدرالية والولائية، بموجب قوانين مكافحة التخفيف الفيدرالية والولائية، وبموجب قانون حقوق النشر. ولكن على الرغم من هذه الادعاءات، فقد خرج المدافع الأمريكي الشهير عن حقوق المستهلك والمرشح الرئاسي رالف نادر منتصرا (بعد معركة استمرت أربع سنوات) في الدعوى التي رفعتها شركة ماستركارد ضده بعد أن أنتج إعلانات سياسية خاصة به تحت عنوان "لا تقدر بثمن". وفي إعلاناته الانتخابية، انتقد نادر التمويل الذي قدمته الشركات لحملتي بوش وجور. وباستخدام موضوع وبعض اللغة وراء حملة ماستركارد "لا تقدر بثمن"، حددت الانتخابات المبالغ بالدولار التي ساهمت بها المصالح التجارية لكلا المرشحين، ثم لخصتها في "اكتشاف الحقيقة... لا تقدر بثمن". رفعت شركة ماستركارد دعوى قضائية ضد لجنة حملة نادر، وقدمت طلبا للحصول على أمر تقييدي مؤقت لوقف الإعلانات. لم يتم منح أمر الحماية المؤقتة ودافع نادر عن الإعلانات مدعيًا أنها محمية بموجب مبدأ الاستخدام العادل.
عام 2002، تم نشر مقطع فيديو يظهر صبيًا يجري محادثة خاصة مع صديقته أمام منزل والديها، بينما كان يمسك يده عن طريق الخطأ بجهاز الاتصال الداخلي. وزعمت بعض المصادر أن شركة ماستركارد قد تكون وراء الفيديو. عام 2011 نشر مؤسس موقع ويكيليكس جوليان أسانج مقطع فيديو ساخر رد على تجميد أصوله.